# Дом сироте деце
Дом сироте деце се налази у Београду, у улици Светозара Марковића број 72, на територији градске општине Савски венац. Представља непокретно културно добро као споменик културе.

## Архитектура зграде
Зграда је саграђена по пројекту бечког архитекте Антона Хадерера у времену од 1887. до 1892. године. Обликована је у духу академизма 19. века, складних пропорција и солидне занатске израде. Зграду је подигло Друштво за васпитање и заштиту деце, основано 1879. године, од добровољних прилога грађана Београда као Дом сиротне деце.
Од 1887. до 1918. године у овом Дому су смештена, школована и васпитавана ратна сирочад и напуштена деца са територије српске, а касније и југословенске државе. Као васпитна установа, била је необично цењена у своје време. Одиграла је велику улогу у збрињавању и васпитавању деце без родитеља и њиховој социјализацији.
Зграда је у потпуности сачувала архитектонске форме и диспозицију простора у коме је током последње две деценије прошлог и три деценије 19. века деловала ова хуманитарна и друштвено корисна установа за заштиту деце.